# (71669) Dodsonprince
(71669) Dodsonprince ist ein Asteroid des äußeren Hauptgürtels. Er wurde am 11. März 2000 im Rahmen des Catalina Sky Surveys (IAU-Code 703) am Mount-Lemmon-Observatorium in den Santa Catalina Mountains in Arizona entdeckt. Sichtungen des Asteroiden hatte es vorher schon am 15. und 22. Dezember 1998 unter der vorläufigen Bezeichnung 1998 XN92 im Rahmen der Lincoln Near Earth Asteroid Research in New Mexico gegeben.
Der mittlere Durchmesser des Asteroiden wurde mithilfe des Wide-Field Infrared Survey Explorers (WISE) mit 9,234 (±0,080) km berechnet, die Albedo mit 0,052 (±0,002).
Benannt wurde (71669) Dodsonprince am 12. Dezember 2019 nach der US-amerikanischen Astronomin Helen Dodson Prince (1905–2002).